# Юшковорізька волость
Юшковорізька волость — історична адміністративно-територіальна одиниця Таращанського повіту Київської губернії з центром у селі Юшків Ріг.
Станом на 1886 рік складалася з 8 поселень, 7 сільських громад. Населення — 12722 особи (6298 чоловічої статі та 6424 — жіночої), 1361 дворове господарство.
|                     | Площа, десятин | У тому числі орної, дес. |
| ------------------- | -------------- | ------------------------ |
| Сільських громад    | 6898           | 5220                     |
| Приватної власності | 10351          | 7042                     |
| Надільної власності | 613            | 600                      |
| Іншої власності     | 360            | 302                      |
| Загалом             | 18222          | 13164                    |

Поселення волості:
- Юшків Ріг — колишнє власницьке село за 10 версти від повітового міста, 1498 осіб, 248 дворів, православна церква, школа, постоялий двір.
- Плоске — колишнє власницьке село при річці Гнилий Тікич, 524 особи, 84 двори, православна церква, школа, 2 постоялих будинки.
- Ріжки — колишнє власницьке село при струмкові, 846 осіб, 120 дворів, православна церква, школа, 2 постоялих будинки, лавка, цегельний завод.
- Северинівка — колишнє власницьке село при струмкові та озері, 1095 осіб, 180 дворів, православна церква, школа, 2 постоялих будинки, водяний млин.
- Хрещаті Яри — колишнє власницьке село при струмкові, 213 осіб, 32 двори, православна церква, молитовний будинок.
- Чернин — колишнє власницьке село при струмкові, 931 особа, 148 дворів, згоріла православна церква, молитовний будинок, школа, постоялий будинок, 2 лавки.
- Ясенівка — колишнє власницьке село  при річці Гнилий Тікич, 1523 особи, 132 двори, православна церква, школа, 2 постоялих будинки.

Старшинами волості були:
- 1909-1915 роках — Феодосій Зиновійович Юрченко[2],[3],[4],[5],[6].